# Guarayoswinterkoning
De Guarayoswinterkoning (Cantorchilus guarayanus; synoniem: Thryothorus guarayanus) is een zangvogel uit de familie Troglodytidae (winterkoningen).

## Verspreiding en leefgebied
Deze soort komt voor in noordelijk Bolivia en zuidwestelijk Brazilië.